# Mojave King
Mojave King (Dunedin, 11 de junio de 2002) es un baloncestista neozelandés, con pasaporte estadounidense, que pertenece a la plantilla de los Cangrejeros de Santurce de la BSN de Puerto Rico. Con 1,96 metros de estatura, juega en la posición de escolta. 

## Trayectoria deportiva

### Primeros años
Nacido en Dunedin, en 2007, a los cuatro años, King se mudó con su familia a Mackay (Queensland), cuando su padre aceptó el puesto de entrenador de los Mackay Meteors en la liga semiprofesional de baloncesto de Queensland (QBL) de Australia. La familia se instaló en Brisbane cuatro años después, cuando el padre de King aceptó un puesto para entrenar a los Brisbane Spartans en la Liga de Baloncesto del Sudeste de Australia.
En 2019, King se unió a la NBA Global Academy, un centro de formación en el Instituto Australiano de Deportes en Canberra. En asociación con la academia, jugó para el BA Center of Excellence en la NBL1, una liga semiprofesional australiana. Más tarde esa misma temporada, representó a Queensland South en el Campeonato Australiano Sub-18, donde lideró la competición en anotación con 26,6 puntos por partido. En los Partidos de la Academia de la NBA en Atlanta, Georgia, en julio de 2019, promedió 19,2 puntos por partido, el máximo del torneo.

### Profesional
El 12 de marzo de 2020, a la edad de 17 años, King firmó con los Cairns Taipans de la NBL como parte del programa Next Stars de la liga para desarrollar prospectos del draft de la NBA. Rechazó varias ofertas de universidades de la NCAA. Acabó la temporada promediando 6,2 puntos y 2,4 rebotes por partido.
El 14 de julio de 2021 fue transferido a los Adelaide 36ers para el último año de su contrato con Next Stars. Jugó una temporada, en la que promedió 3,6 puntos y 1,1 rebotes por partido.
El 19 de abril de 2022 firmó con los Southland Sharks para la temporada 2022 de la NBL Nueva Zelanda.
El 7 de septiembre de 2022 firmó un contrato con los NBA G League Ignite. Fue incluido en el Next Up Game inaugural de la G League para la temporada 2022-23. Jugó una temporada, en la que promedió 8,1 puntos y 4,7 rebotes por partido.
Fue elegido en la cuadragésimo séptima posición del Draft de la NBA de 2023 por Los Angeles Lakers, pero sus derechos de draft se traspasaron inmediatamente a los Indiana Pacers. Se convirtió en el tercer jugador nacido en Nueva Zelanda en ser elegido en el draft de la NBA, después de Sean Marks y Steven Adams. En otbubre se unió  a la plantilla de los Indiana Mad Ants, el filial de los Pacers en la G League.
El 18 de abril de 2024 firmó con los New Zealand Breakers para la temporada 2024-25 de la NBL australiana.
El 7 de marzo de 2025 firmó con los Cangrejeros de Santurce de la BSN de Puerto Rico.